# Operace Sochor

Mapa Podkarpatské Rusi a územních ztrát Československa na Podkarpatské Rusi v důsledku první vídeňské arbitráže

Operace Sochor (polsky Akcja Łom) byla polská diverzní operace proti pomnichovskému Československu, probíhající v říjnu a listopadu 1938 ve dvou etapách na území Podkarpatské Rusi. Byla organizována polskou vojenskou rozvědkou a jejím cílem byla destabilizace zbytkového Československa, podpora Maďarska při první vídeňské arbitráži a ustavení společné polsko-maďarské hranice. Operace byla ukončena v listopadu 1938 v souvislosti s neuskutečněním maďarského obsazení Podkarpatské Rusi, plánovaného na noc 20. listopadu 1938.
V průběhu operace bylo provedeno celkem 56 ozbrojených útoků na československé cíle, během nichž nezákonně překročilo československé hranice celkem 722 mužů. Jádro prvního sledu polských bojůvkářů tvořili z velké části polští bojůvkáři z československého Těšínska, již vycvičení, se zkušenostmi s bojem proti československým ozbrojeným silám na Těšínsku a hovořící česky. V druhé fázi operace došlo k většímu zapojení polské armády. Na polské straně zahynulo 11 osob a 10 jich bylo vážně zraněno. Na československé straně bylo 20 příslušníků jednotek SOS odvlečeno do Polska a sedm osob (dva četníci, dva příslušníci finanční stráže, dva hajní a jeden notář) padlo; podle polských údajů zahynulo na československé straně celkem 23 osob a desítky jich byly zraněny.

## Rámec událostí

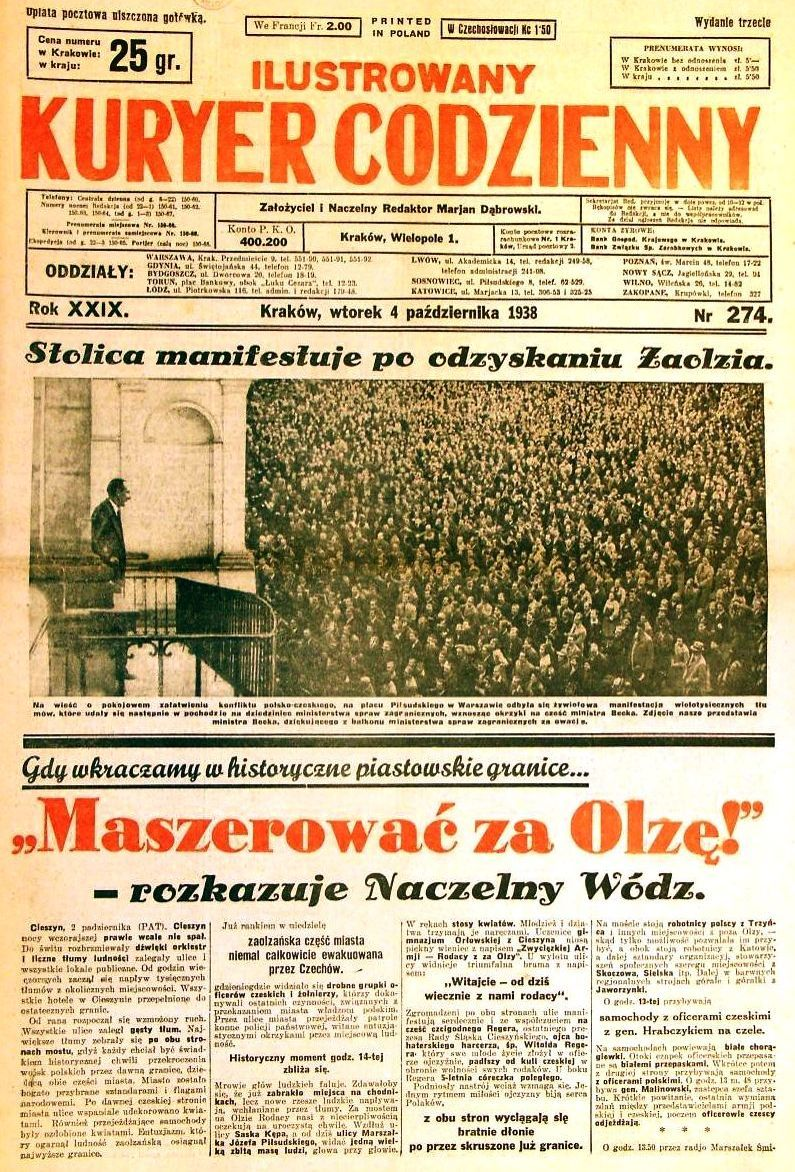
„Pochodovat za Olši!“ – rozkazuje Nejvyšší vůdce (titulní strana polského deníku Ilustrowany Kuryer Codzienny ze 4. října 1938)

V souvislosti s Mnichovskou krizí se vystupňovaly i polské územní požadavky vůči Československu. 21. září 1938 polská vláda formulovala své územní nároky vůči Československu a vytvořila samostatnou operační skupinu polské armády o síle 35 966 mužů. Tato operační skupina se soustředila v bezprostřední blízkosti československo-polských hranic a připravovala se na útok proti Československu. 30. září 1938 polská vláda zaslala československé vládě ultimátum o okamžitém vydání požadovaných oblastí a 2. října 1938 započalo obsazování východní části československého Těšínska (a malého pruhu Čadecka na Slovensku) polskou armádou, které trvalo až do 11. října 1938.
Po obsazení Těšínska pokračovaly polské snahy o „komplexní řešení“ československého problému. Polsko podporovalo slovenskou iredentu a vyhlášení slovenské nezávislosti. Protože však slovenští iredentisté nepostupovali z polského pohledu dostatečně rychle a rostl německý zájem o Slovensko, byla v Polsku zahájena propagandistická kampaň na podporu polských územních nároků na Oravě a Spiši. Současně Polsko zahájilo diverzní operaci Sochor k destabilizaci a diskreditaci československé státní moci na Podkarpatské Rusi.

## Průběh operace
Rozkaz k přípravě operace byl vydán náčelníkem hlavního štábu Polské armády generálem Wacławem Stachiewiczem 7. října 1938. Následující den byl na Těšínsku zahájen nábor dobrovolníků. 19. října 1938 byl vydán rozkaz k zahájení diverzních akcí na Podkarpatské Rusi a druhý den Polsko vyslalo do Budapešti koordinační misi. První útok proběhl 23. října 1938 u Nižních Verecek na most přes řeku Latorica (podle české verze nebyl tento útok úspěšný – most pouze nepatrně poškozen, žádné ztráty na životech, útok byl následně třikrát neúspěšně opakován, podle polské verze naopak ano – most byl vyhozen do povětří, byli zabiti čtyři českoslovenští četníci a tři českoslovenští vojáci).
Největšího úspěchu dosáhli polští bojůvkáři 10. listopadu 1938, kdy se jim podařilo při použití československých uniforem a rukojmí postupně zajmout při přepadu Nižních Verecek a Bělasovic celkem 20 příslušníků Stráže obrany státu a zničit celkem dva mosty. Českoslovenští zajatci byli odvlečeni do Polska, kde byli obviněni lvovskou prokuraturou z ozbrojeného vpádu do Polska s cílem státního převratu a 129 dní (s výjimkou Alexandra Cziroka, který byl jako etnický Maďar propuštěn na svobodu) vězněni.
10. listopadem 1938 současně nastala nová etapa operace Sochor. Dosavadní útoky byly především proti mostům a komunikačním objektům. Po 10. listopadu 1938 byly útoky zaměřeny především proti četnickým stanicím, oddělením finanční stráže, poštovním úřadům, bojovým stanovištím a hlídkám Stráže obrany státu, s cílem zničení živé síly nepřítele. Do této druhé fáze se i více zapojila polská armáda, konkrétně v počtu 46 důstojníků, 67 délesloužících poddůstojníků a 70 vojínů základní prezenční služby. Štáb operace byl přemístěn do Lvova a 18. listopadu 1938 byl přímo podřízen velení VI. armádního sboru polské armády ve Lvově.
V druhé fázi operace Sochor došlo i z československé strany k přitvrzení postupu. Při útoku na oddělení finanční stráže v Prislopu 16. listopadu 1938 zastřelili příslušníci československé finanční stráže během léčky čtyři bojůvkáře (včetně velitele oddílu Władysława Wolského, podporučíka stryjského 53. pěšího pluku polské armády, který však podle polské verze nebyl zastřelen, ale umučen při výslechu) a další zranili. Při dalším útoku u Huklivého 18. listopadu 1938 byl v léčce velitel oddílu bojůvkářů zastřelen a jeden bojůvkář těžce zraněn (velitel, údajně baron Podmanicki, byl pohřben na místním hřbitově, následující noci ale bojůvkáři tělo vykopali a přenesli do Polska). V noci na 4. listopad 1938 československé orgány převážely šest zajatých polských bojůvkářů z Užhorodu (který měl na základě Vídeňské arbitráže připadnout Maďarsku) a během převozu byli u obce Onokovce tři z nich zastřeleni a jeden utonul v řece Uh. Podle československé verze k tomu došlo při pokusu o útěk (jednomu z nich se podařilo uprchnout na Slovensko), podle polské verze byli bojůvkáři popraveni.
Operace Sochor měla vrcholit v okamžiku předpokládaného útoku maďarské armády na Podkarpatskou Rus. Ten se měl uskutečnit v noci na 21. listopadu 1938, ale na nátlak Německa a Itálie k němu nedošlo. Operace tak skončila 25. listopadu 1938 vydáním rozkazu o ukončení všech akcí. Spolu s ukončením operace končilo i polské obsazování dalšího území Čadecka a Javoriny na severním Slovensku, vynucené na Československu nótou z 1. listopadu 1938. V den ukončení operace Sochor tak byl též vydán rozkaz o jednostranném polském vojenském obsazení odstupovaného území na Čadecku, který vyústil v ozbrojený střet československé a polské armády.

## Dozvuky
Po skončení operace Sochor došlo ke střetu mezi československými a polskými jednotkami ještě 27. listopadu 1938 na Javorině – v přestřelce s československými jednotkami padl zástupce velitele 10. brigády motorizované jízdy major Stefan Rago a těžce byl zraněn desátník Oleksowicz.
Na konci roku 1938 a prvních měsících roku 1939 vnější tlak na zbytkové Československo dále pokračoval a vnitřní krize oslabeného státu se stupňovala.
22. listopadu 1938 byly schváleny (byť protiústavní cestou) ústavní zákon o autonomii Slovenska a ústavní zákon o autonomii Podkarpatské Rusi. Slovensko a Podkarpatská Rus tak získaly v rámci zbytkového Československa autonomii.
14. března 1939 vyhlásilo Slovensko nezávislost, Maďarsko vojensky zaútočilo na Podkarpatskou Rus a zbytkové Československo úspěšně potlačilo tzv. povstání Karpatské Siče. 15. března 1939 Německo vojensky obsadilo zbytek českých zemí a Podkarpatská Rus vyhlásila nezávislost. Nová podkarpatoruská vláda se obrátila telegramem na Rumunsko s žádostí o vojenské obsazení a vyhlášení rumunského protektorátu. Rumunsko na tuto žádost nereagovalo.

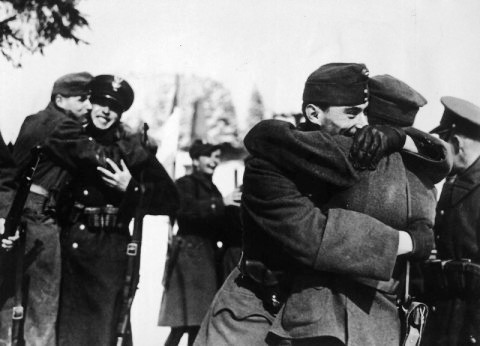
Bratření se polských a maďarských jednotek na obsazeném československém území

Vyhlášením slovenské nezávislosti a německou okupací českých zemí se československé ozbrojené síly, bránící se na Podkarpatské Rusi proti maďarskému útoku, ocitly v plné izolaci. Jejich situaci dále komplikovalo vyhlášení podkarpatoruské nezávislosti – vojenská organizace podkarpatoruských nacionalistů Karpatská Sič se sice veřejně postavila na stranu československých jednotek, přesto však docházelo i k vzájemným vojenským střetům. Československé jednotky pod velením generála Olega Svátka nicméně pokračovaly v ústupových bojích s maďarskými jednotkami až do 23. března 1939. V samém závěru maďarského obsazování Podkarpatské Rusi vstoupily na Podkarpatskou Rus i jednotky polské armády. Po obsazení Podkarpatské Rusi Maďarsko vojensky zaútočilo na Slovensko a následně část slovenského území anektovalo.
1. září 1939 Slovensko po boku Německa a Gdaňsku vojensky zaútočilo na Polsko a vypukla druhá světová válka.